# Schlacht bei Reichenbach und Markersdorf
Frühjahrsfeldzug 1813
Lüneburg – Möckern – Halle – Großgörschen – Gersdorf – Bautzen – Reichenbach – Nettelnburg – Haynau – Halberstadt – Luckau
Herbstfeldzug 1813

Großbeeren – Katzbach – Dresden – Hagelberg – Kulm – Dennewitz – Göhrde – Altenburg – Wittenberg – Wartenburg – Liebertwolkwitz – Leipzig – Torgau – Hanau – Hochheim – Danzig
Winterfeldzug 1814

Épinal – Colombey – Brienne – La Rothière – Champaubert – Montmirail – Château-Thierry – Vauchamps – Mormant – Montereau – Bar-sur-Aube – Soissons – Craonne – Laon – Reims – Arcis-sur-Aube – Fère-Champenoise – Saint-Dizier – Claye –  Paris
Sommerfeldzug von 1815

Quatre-Bras – Ligny – Waterloo – Wavre – Paris
Die Schlacht bei Reichenbach und Markersdorf am 22. Mai 1813 war ein erfolgreiches Rückzugsgefecht russischer Truppen gegen Kaiser Napoleon I. von Frankreich im Frühjahrsfeldzug 1813.

## Vorgeschichte
In der Schlacht bei Bautzen am 20. und 21. Mai 1813 blieb Napoleon der angestrebte vernichtende Sieg verwehrt. Hierfür waren vor allem Marschall Ney sowie die Generäle Lauriston und Reynier verantwortlich zu machen, die, Napoleons Anweisungen ignorierend, die rückwärtigen Verbindungen der verbündeten russischen und preußischen Truppen unter Wittgenstein nicht effektiv bedrohten. Zudem machte sich der Mangel an hochwertiger Kavallerie auf Seiten der Franzosen bemerkbar, welcher eine rasche Verfolgung der geschlagenen Verbündeten unmöglich machte. So gewannen jene Zeit, sich ostwärts hinter das natürliche Hindernis der Neiße in Sicherheit zu bringen. Diese Rückzugsaktion zu decken, wurde der in russischen Diensten stehende Generalleutnant Prinz Eugen von Württemberg beauftragt. Er sollte die nachrückenden Verbände Napoleons lange genug aufhalten.

## Verlauf der Schlacht
Die erste Verteidigungslinie wurde auf den bewaldeten Höhen zwischen Reichenbach im Westen und Markersdorf im Osten, etwa 12 km westlich von Görlitz, gebildet. Eugens Hauptquartier befand sich zunächst auf dem Töpferberg südlich von Reichenbach. Nachdem die hier stehenden Truppen den Angriffen der Franzosen und Sachsen weichen mussten, zog sich Eugen hinter Markersdorf zurück. Verstärkungen, die von General Prinz Trubezkoi herangeführt wurden, konnten die Lage zunächst stabilisieren, doch die Franzosen erneuerten ihre Angriffe. In diesem Moment wurde General Duroc, Oberhofmarschall und enger Freund Napoléons, von einer Kanonenkugel schwer verwundet. Der Kaiser war über diesen Verlust persönlich schwer getroffen und brach daraufhin den Kampf ab – ein für ihn sehr ungewöhnliches Verhalten. Duroc erlag seinen Wunden ebenso wie Napoleons Generäle Kirgener und Bruyère.

## Die gegnerischen Truppen

### Franzosen und ihre Verbündeten
- Leichte Gardekavalleriedivision unter General Lefebvre-Desnouettes (16 Schwadronen)
- VII. Korps unter General Reynier (insgesamt 7 sächsische, 6 französische und 2 würzburger Bataillone sowie 5 Batterien) mit folgenden Divisionen:

- 32. Division Durutte
- 1. Sächsische Division Zeschau
- 2. Sächsische Division von Sahr

- I. Kavalleriekorps unter General La Tour-Maubourg:

- 1. leichte Kavalleriedivision Bruyère (5 sächsische, 1 französische Schwadron, 4 französische, sächsische und italienische Batterien)

### Russen
- Kavallerie

- Brigade Knorring (8 Schwadronen)
- Brigade Pantschulid (7 Schwadronen)

- 3. Division unter General Graf Schachaffskoi (6 Linien-, 2 Jägerbataillone)
- 5. Division (Reserve) unter General Lukov (5 Linienbataillone)
- 2. Kürassierdivision unter General Duka (18 Schwadronen Kürassiere, 1 berittene Batterie)
- Verstärkungen unter General Prinz Trubezkoi (20 Schwadrone, 6 1/2 Batterien, nicht identifizierte Infanterie unter General Mellentin)

## Folgen

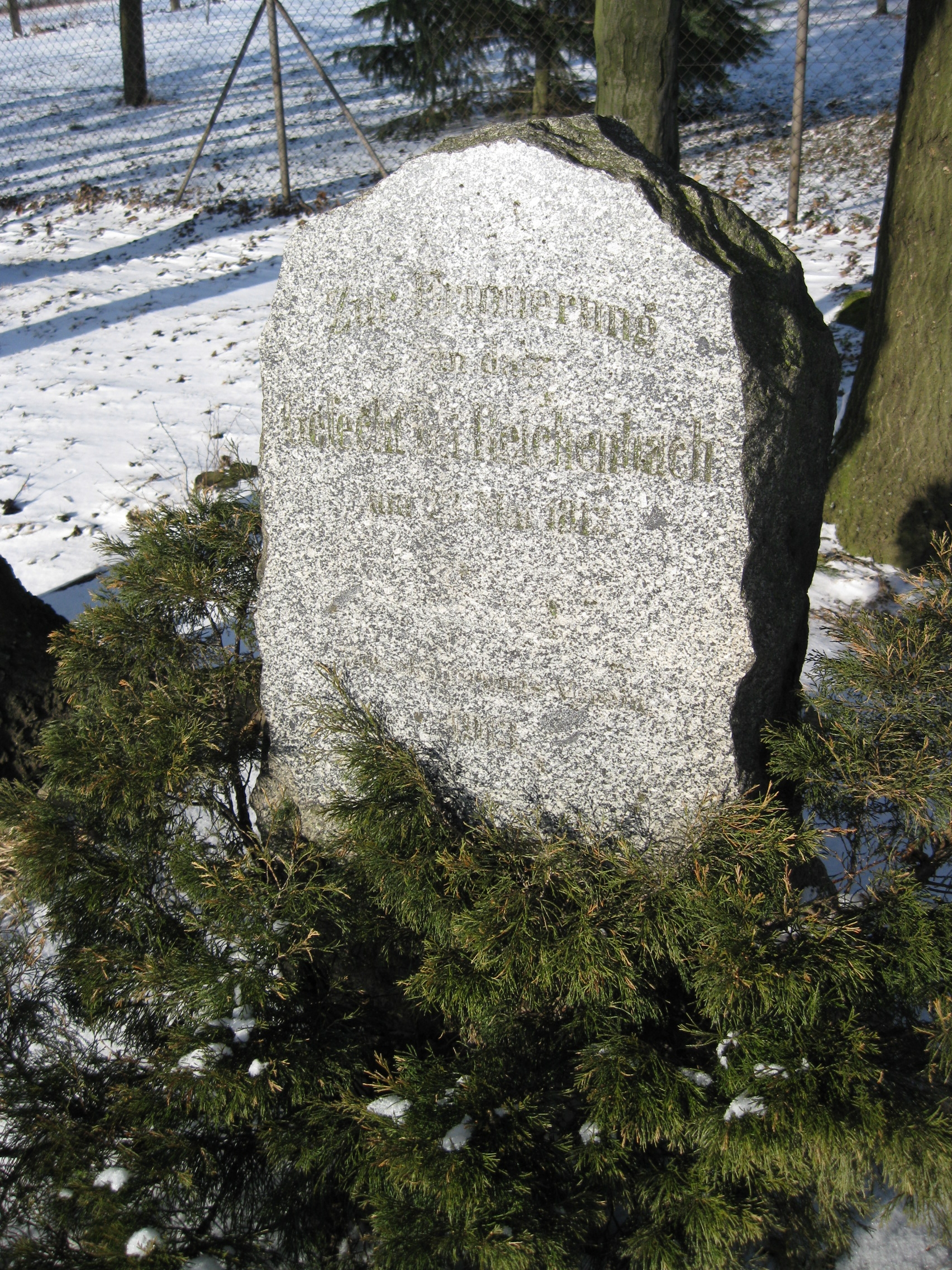
Gedenkstein auf dem Töpferberg zu Reichenbach

Durch die Kämpfe hatten die alliierten Truppen genug Zeit gewonnen, sich über die Neiße zurückzuziehen, die Brücken zu zerstören und ihre Truppen neu zu ordnen. Erst am Mittag des folgenden Tages konnten sächsische Pioniere eine Pontonbrücke bei Görlitz errichten, für eine schnelle Verfolgung war es nun zu spät. Eine langwierige Fortführung der Kämpfe in Schlesien stand für Napoleon außer Frage, da viele seiner jungen Rekruten den Anstrengungen der vergangenen Wochen nicht gewachsen, unterernährt und krank waren. In dieser Situation beschloss der Kaiser, den Alliierten einen Waffenstillstand anzubieten, um währenddessen Österreich zum Kriegseintritt auf seiner Seite zu bewegen. Das Gegenteil geschah, der Herbstfeldzug 1813 musste mit deutlich ungünstigerem Kräfteverhältnis geführt werden und brachte für Napoléon die Katastrophe von Leipzig.

## Gedenksteine
In Reichenbach erinnern heute zwei Gedenksteine an die Schlacht. Einer wurde 1913 vom Verschönerungs-Verein auf dem Töpferberg aufgestellt, der andere markiert den Ort von Napoléons Hauptquartier im Niederhofpark.
In Markersdorf befinden sich Gedenksteine für die französischen Generäle Géraud Christophe Michel Duroc und François Joseph Kirgener. Der Kaiser persönlich ordnete die Errichtung des Steins für Duroc an. Frankreich zahlte dem Gutsbesitzer dafür bis 1923 eine Pachtgebühr. 